# Riserva naturale orientata Monte Cofano
La riserva naturale orientata Monte Cofano è un'area naturale protetta situata nei comuni di Custonaci e San Vito Lo Capo, in provincia di Trapani ed è stata istituita con decreto del 25/7/1997 dall'Assessorato Regionale "Territorio e Ambiente" della Regione Siciliana ed affidata in gestione all'Azienda Foreste Demaniali della Regione Siciliana.

## Territorio

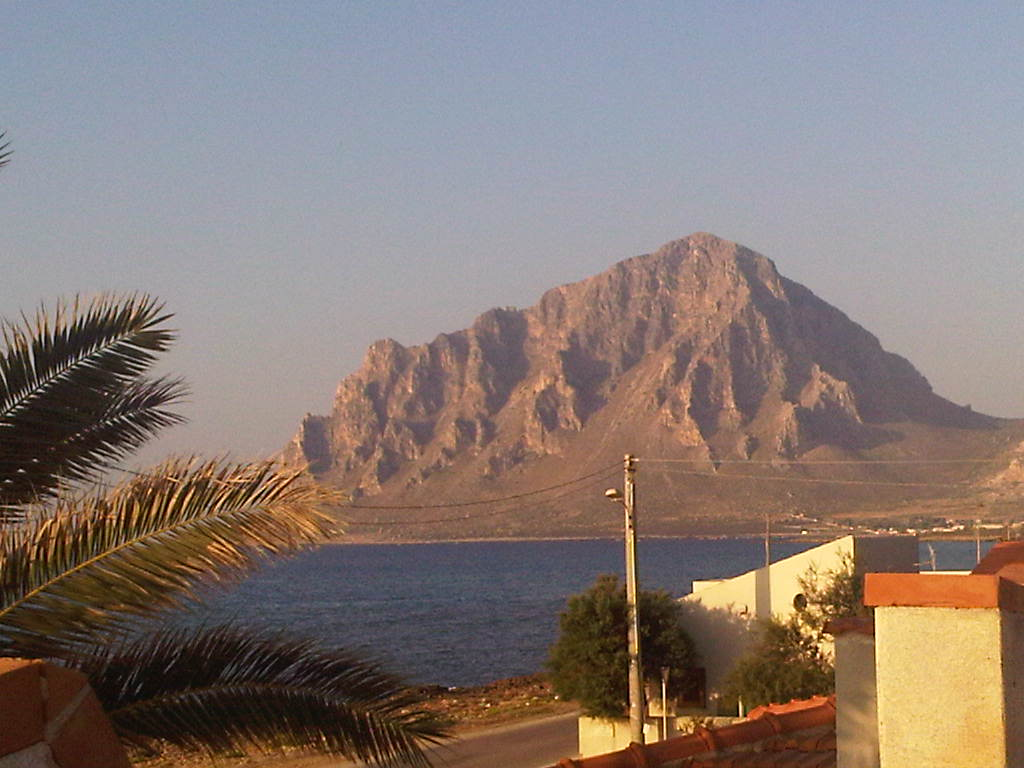
Panorama del Monte Cofano

Monte Cofano è un promontorio montuoso di natura calcarea, dalla caratteristica forma triangolare a picco sul mare, che raggiunge i 659 m di altezza. Si trova sulla costa della provincia di Trapani, all'estremità orientale del golfo di Bonagia.

È compreso nel comune di Custonaci, lungo la costa che da Trapani porta a San Vito Lo Capo.

L'area della Riserva si estende per 537,5 ettari, di cui 325,5 sono zona A e 185 zona B o preriserva.

Nel suo ambito sono presenti una piccola area umida stagionale, una forra torrentizia (Gole di Cipollazzo) e numerosi fenomeni carsici legati al rimodellamento della roccia calcarea da parte dell'acqua, sia in superficie (doline e inghiottitoi) che in profondità (grotte).

## Flora

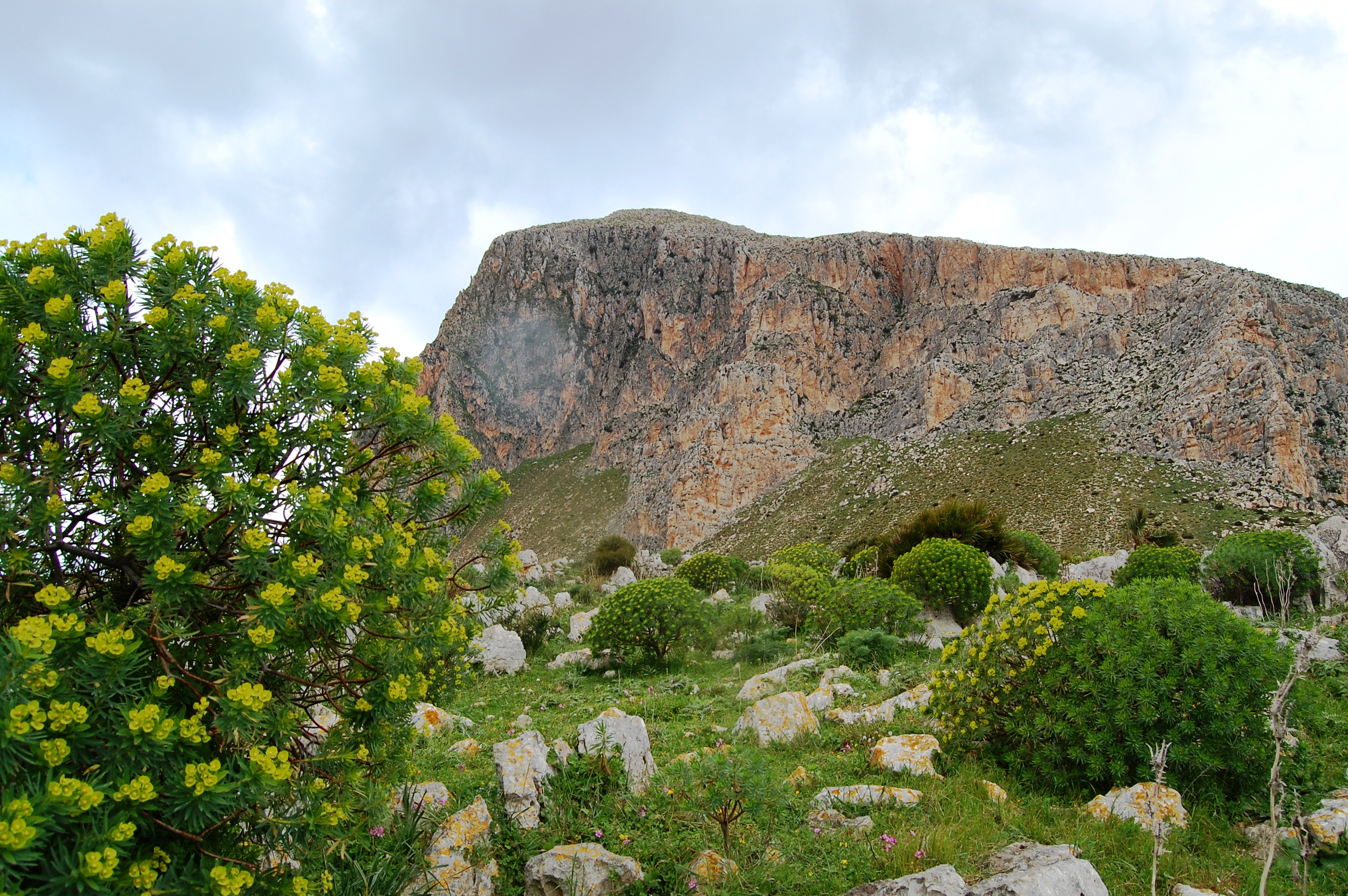
Gariga ad Euphorbia dendroides

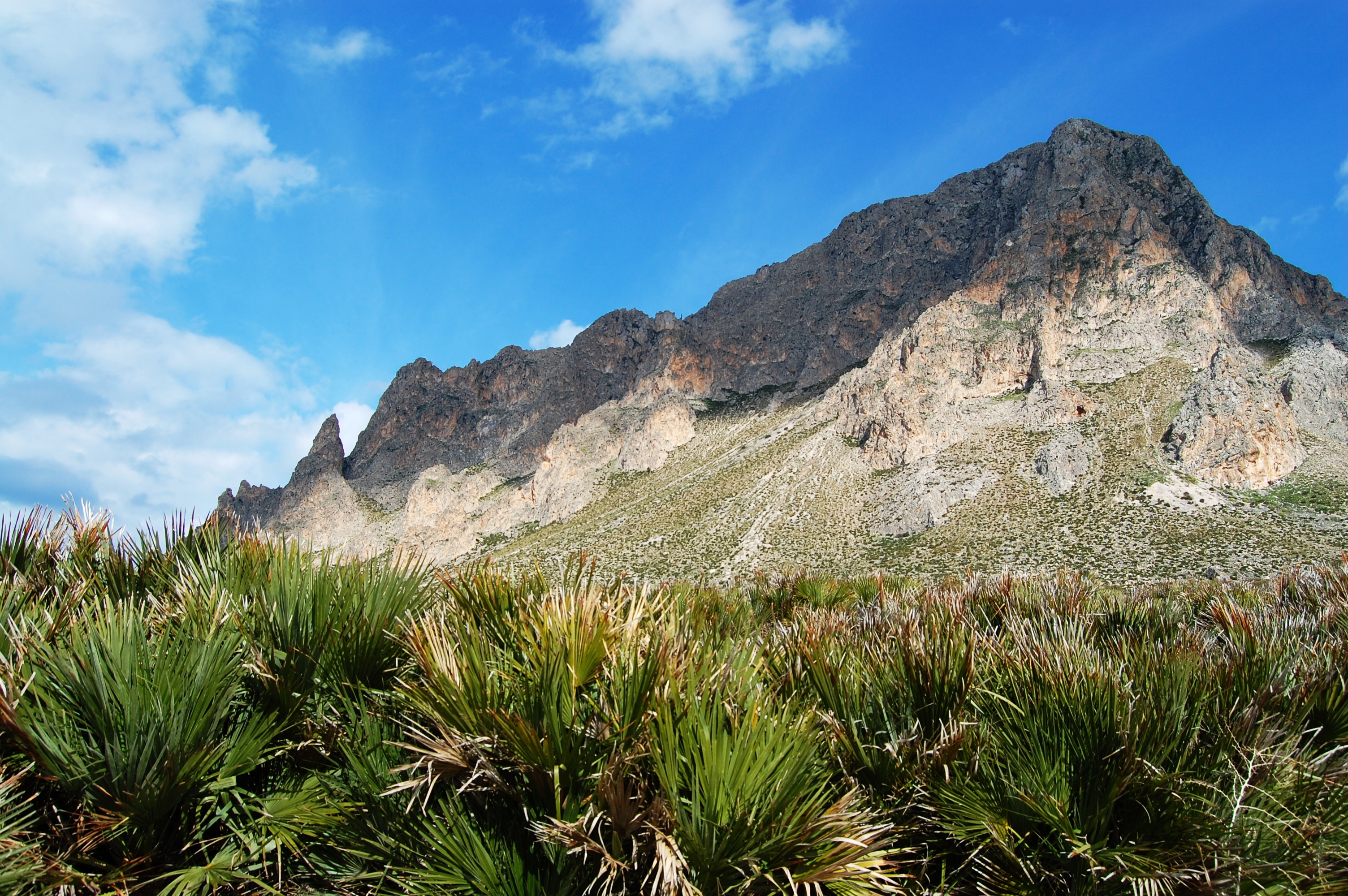
Gariga a Chamaerops humilis

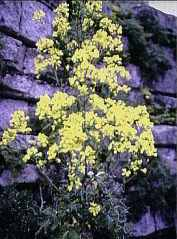
Brassica drepanensis

La Riserva racchiude differenti ecosistemi mediterranei: dalla prateria ad ampelodesma, alla gariga costiera a palma nana o ad euforbia arborea; gli antichi boschi di leccio (Quercus ilex) e roverella (Quercus pubescens) sono oggi ridotti a qualche residuo lembo di lecceta sui brecciai; la quercia spinosa (Quercus coccifera) segnalata in passato nel territorio della riserva non è attualmente più presente.
Ma la vera peculiarità botanica della riserva è rappresentata dall'ambiente rupestre che ospita numerosi endemismi tra cui il cavolo di roccia (Brassica drepanensis) e lo sparviere del Monte Cofano (Hieracium cophanense), endemismi puntiformi esclusivi del Monte Cofano e della vicina riserva dello Zingaro; il cavolo di Bivona (Brassica bivoniana), il fiordaliso delle scogliere (Centaurea ucriae), l'euforbia di Bivona (Euphorbia bivonae), lo zafferanetto di Linares (Romulea linaresii) e la speronella smarginata (Delphinium emarginatum).
La Riserva ospita anche diverse specie di orchidee selvatiche tra cui l'orchidea di Robert (Himantoglossum robertianum), l'ofride a specchio (Ophrys ciliata), l'ofride gialla (Ophrys lutea), l'ofride fior di vespa (Ophrys tenthredinifera), l'orchide italica (Orchis italica) e l'orchide farfalla (Anacamptis papilionacea).
Altre specie presenti
Bellis sylvestris, Bivonaea lutea, Calendula maritima, Calendula arvensis, Centaurea sicula, Centaurea ucriae, Dianthus rupicola, Erica sicula, Glaucium flavum, Helichrysum rupestre var. cophanensis, Glandora rosmarinifolia, Lotus biflorus, Mandragora autumnalis, Opuntia ficus-indica, Ranunculus rupestris, Scolymus grandiflorus, Seseli bocconei.

## Fauna

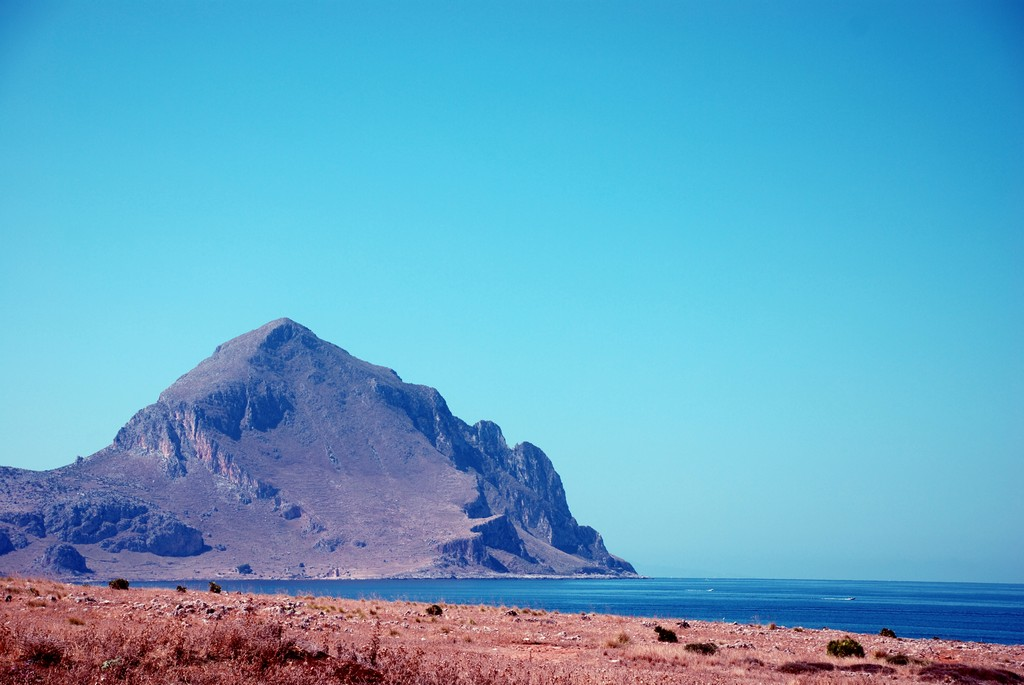
Il monte visto da Màcari

Tra i Mammiferi è segnalata la presenza della volpe (Vulpes vulpes), del coniglio (Oryctolagus cuniculus), della donnola (Mustela nivalis) e dell'istrice (Hystrix cristata), ma anche di piccoli roditori come l'arvicola di Savi (Microtus savii) e il quercino (Eliomys quercinus).

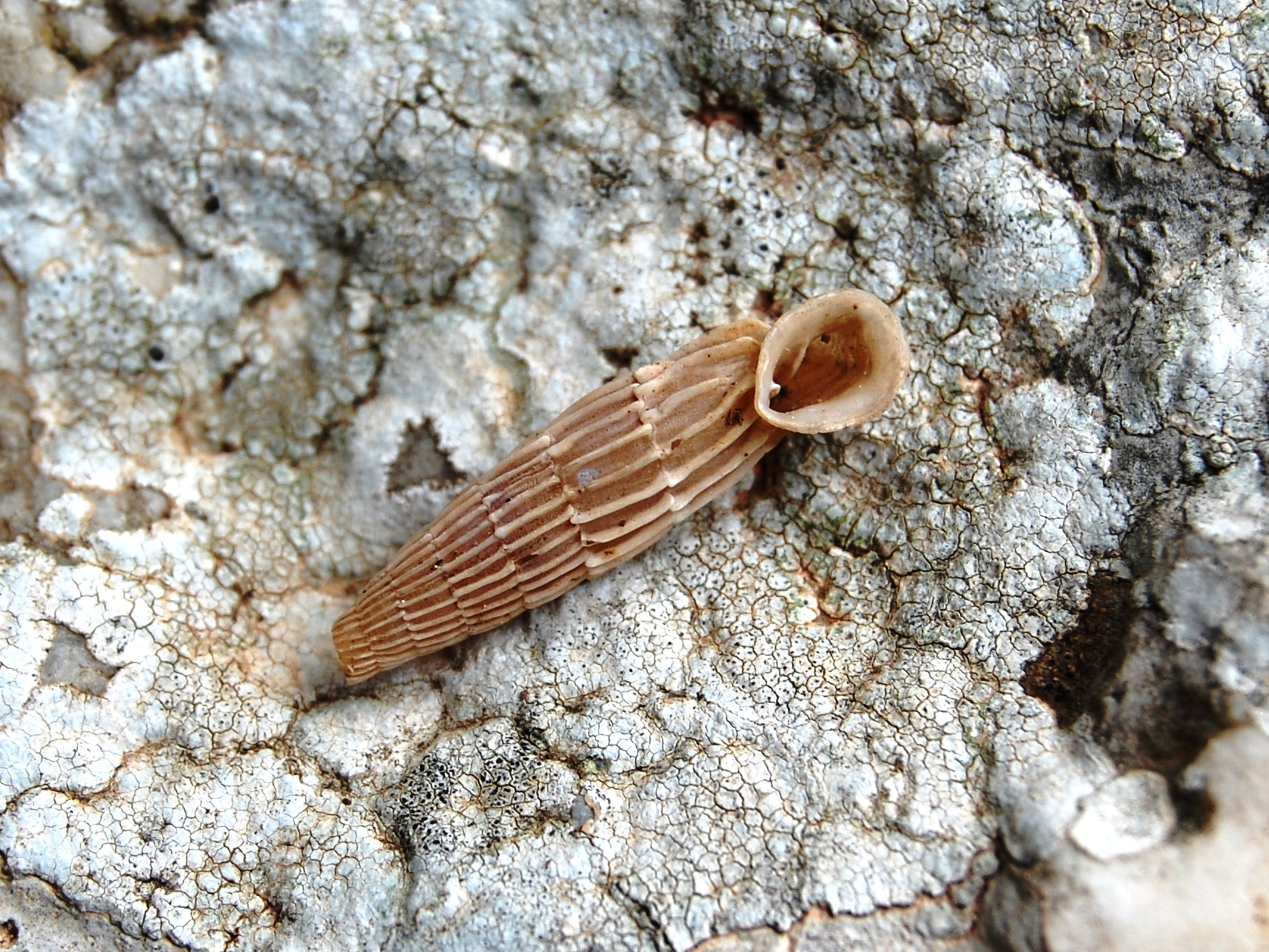
Siciliaria crassicostata
gasteropode endemico della Riserva

La riserva ospita diverse specie di uccelli stanziali come il falco pellegrino (Falco peregrinus), il gheppio (Falco tinnunculus), la poiana (Buteo buteo), il corvo imperiale (Corvus corax), il colombo selvatico (Columba livia) e il gabbiano comune (Chroicocephalus ridibundus).
Tra i rettili va citata la presenza della lucertola siciliana (Podarcis wagleriana), del ramarro (Lacerta bilineata), del gongilo (Chalcides ocellatus) e, tra i serpenti, del biacco (Coluber viridiflavus) e della vipera (Vipera aspis).
Molto ricca infine la malacofauna con le endemiche Siciliaria crassicostata ed Erctella insolida, nonché le più comuni Eobania vermiculata, Rumina decollata, Murella globularis,  Murella scabriuscula, Cornu aspersum, Rupestrella rupestris e Cochlicella acuta.

## Punti di interesse

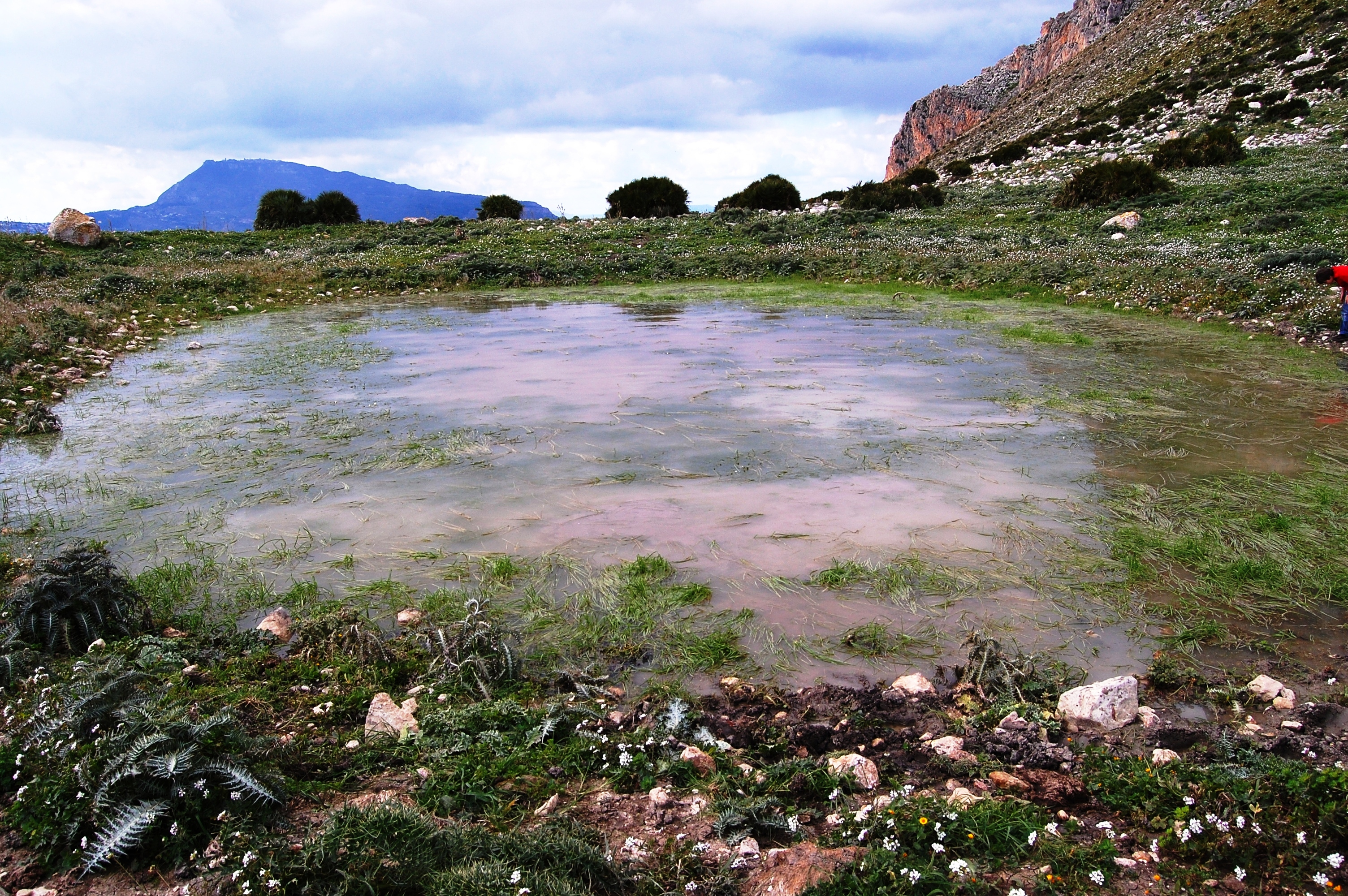
Gorgo Cofano

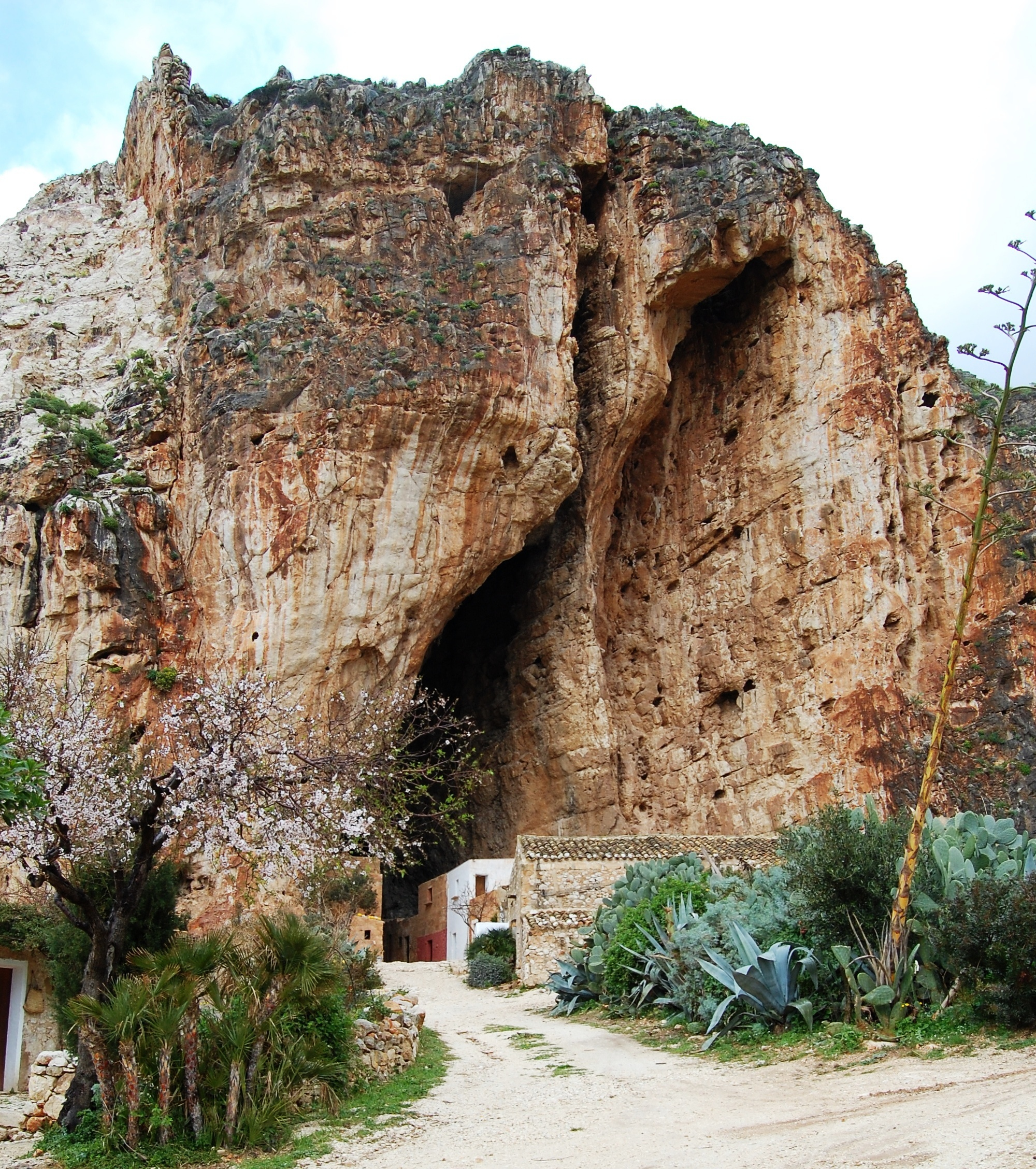
Grotta Scurati

- Gorgo Cofano. Si tratta di una pozza stagionale di forma grossolanamente circolare, situata sul versante sud orientale di Monte Cofano, a una altitudine di 247 m s.l.m. Ospita una ricca comunità di crostacei. Vi crescono il ranuncolo di Baudot (Ranunculus baudotii) e, durante la stagione estiva, quando il livello dell'acqua si abbassa, la lenticchia d'acqua (Lemna minor).
- Grotta Mangiapane o  di Scurati. Sorge in prossimità della frazione di Scurati, e accoglie al suo interno un piccolo borgo di case, abitato fino alla metà del secolo scorso, attualmente sede, nel periodo natalizio, di un presepe vivente. Nella grotta sono state trovate tracce di presenza umana (utensili di selce, graffiti) risalenti al Paleolitico superiore.
- Torre di San Giovanni, è una torre costiera costruita ad opera dei Camiliani nel 1595
- Torre della Tonnara di Cofano, risalente agli inizi del XVI secolo, unica in Sicilia per la sua pianta a forma stellare e quadrata. Tutti i sabati e le domeniche è aperta al pubblico, dalle 9 alle 16.* Abisso delle Gole
- Calette di Frassino e Tuono

## Accessi
La riserva è attraversata da tre sentieri principali:
- il Sentiero del mare che si snoda lungo la linea di costa da Cornino sino alla baia di Castelluzzo
- il Sentiero Baglio che decorre sul versante orientale del Monte Cofano, da Baglio Cofano sino alla Tonnara di Cofano
- il Sentiero Scaletta che si snoda ai piedi del versante meridionale